# Xã Florence, Quận Benton, Iowa
Xã Florence (tiếng Anh: Florence Township) là một xã thuộc quận Benton, tiểu bang Iowa, Hoa Kỳ. Năm 2010, dân số của xã này là 2.108 người.